# Vassacyon
Vassacyon és un gènere extint de carnivoraforme. Conté dues espècies; Vassacyon promicrodon i Vassacyon bowni. És considerat el més gran dels mamífers de l'Eocè inferior.